# 116. brigada HV "Neretvanski gusari"
116. brigada HV "Neretvanski gusari" bila je ratna brigada Hrvatske vojske koja je osnovana 17. studenog 1991. u Metkoviću, odlukom ministra obrane RH Gojka Šuška.

## Ustrojstvo
Početkom Domovinskog rata u donjoneretvanskom kraju prve legalne postrojbe bile su pričuvne postrojbe MUP-a RH, a prva borbena postrojba na jugu Hrvatske bila je
"A" satnija ZNG-a u Metkoviću, koja je ustrojena 2. lipnja 1991. Ta je postrojba bila prva postrojba iz doline Neretve koja se organizirano suprotstavila neprijatelju u njegovu napredovanju.
Bila je to okosnica buduće 116. brigade. Poslije "A" satnije formiraju se pričuvne satnije i bojne diljem neretvanskog kraja, a kako u organizacijskom smislu to nije bilo dostatno za kvalitetnu organizaciju obrane šireg područja juga Hrvatske ministar obrane RH Gojko Šuška 17. studenoga 1991. ustrojio je 116. brigadu. Ustrojeno je zapovjedništvo brigade, 1. bojna u Metkoviću, 2. bojna u Opuzenu, 3. bojna u Pločama, 4. bojna (Otrićka) u Novim Selima, Stolačka bojna ustrojena je naknadno, 6. lipnja 1992. u Blacama, a ustrojene su još i pristožerne postrojbe. Za prvoga ratnog zapovjednika 116. brigade imenovan je pukovnik Nedjeljko Obradović.
Metković, Opuzen i drugi neretvanski krajevi su 1991. – 1992. bili više puta bombardirani iz zrakoplova i topničkoga oružja JNA, u velikosrpskoj agresiji na Hrvatsku. Glavne borbe za oslobođenje Jadrana i juga Hrvatske iznijeli su i pripadnici 116. brigade. Kroz tu postrojbu je prošlo 6409 branitelja, od čega ih je 65 poginulo, a više stotina je ranjeno, ozlijeđeno ili oboljelo.
Početkom rata brigada je izdavala i svoj bilten. Prvi broj je izašao 8. studenoga 1991., a ukupno je izašlo 14 brojeva ovog biltena.

## Borbena djelovanja

### Operacija Zelena tabla – Mala bara
Ustrojstvu 116. brigade HV prethodila je operacija Zelena tabla – Mala bara, prva iz serije borbi bitki za vojarne, koje su se odvijale diljem Hrvatske tijekom 1991., s najvažnijim sukobima tijekom rujna. Borba se vodila u noći s 14. na 15. rujna 1991. u Pločama i okolici između hrvatskih snaga (još slabom vojskom, policijom i dragovoljcima) i Jugoslavenske narodne armije (JNA). Bitka se smatra bitnom hrvatskom pobjedom, jer su hrvatske snage zaplijenile vrijednu tešku opremu (topništvo, rakete) kao i duge cijevi i streljivo iz vojnih skladišta iz tadašnje kasarne u luci Jugoslavenske ratne mornarice (JRM) u Pločama, u kojima je bilo pohranjeno oružje teritorijalnih obrana Makarske, Metkovića, Ploča i Vrgorca: 4347 cijevi, 60 ručnih bacača, 8 minobacača 60 mm (s 1840 mina), 10 minobacača 82 mm (s 3520 mina), 8 strojnica Browing 12,7 mm, dva PZO topa M-38/1 20 mm, 8 PZO topova Oerlikon 20/1 mm kao i 100 puškomitraljeza 7,9 mm sa streljivom.
Tijekom te akcije došlo je i do prve pomorske bitke u Domovinskom ratu, kada su se s hrvatske strane dva tegljača, plovna lučka dizalica, trajekt i dva manja broda suprotstavili nadmoćnijoj i organiziranijoj Jugoslavenskoj ratnoj mornarici. U akciji je prilikom izvlačenja oružja smrtno stradao vozač kamiona Ante Vrdoljak, kojeg je usmrtio projektil zrakoplova JNA.
Naoružanje zaplijenjeno u ovoj akciji iskorišteno je za popunu 116. brigade HV, 4. brigade ZNG-a i ostalih postrojbi HV-a poglavito u Dalmaciji. Procjenjuje se da je iz skladišta u Maloj bari izvučeno 4800 pušaka, 20 protuavionskih topova, 190 puškomitraljeza, 500 pištolja, te velika količina raznih drugih vrsta oružja i streljiva. U ostalim objektima JNA u Pločama zaplijenjeno je 120 kamiona i drugih vrsta vozila, 84 topa 20 i 40 mm, te velike količine streljiva za pješačko naoružanje kao i velike količine granata i mina (oko 350 tona).

### Južno bojište
Druga operacija važna za 116. brigadu je sprječavanje neprijateljskoga prodora prema dolini Neretve na liniji Popovo polje-uvala Bistrina, nedaleko Neuma, u smjeru sjevera gdje je neprijatelj pokušao izvesti desni obuhvat snaga HV. Dana 10. travnja 1992. odigrala se bitka u borbi za Stolove, koja je vjerojatno prijelomni trenutak u obrani cijele doline Neretve. Tih dana 116. brigada, uz pomoć dijelova 4. brigade ZNG-a, 114. brigade HV, 113. brigade HV i dijelova još nekih postrojbi jakom topničkom pripremom, a potom i napadom pješaštva i oklopništva odbacila postrojbe JNA na početne položaje, a na nekim mjestima i dalje.
Poslije ove operacije slijede operacije oslobađanja Dubrovačkog primorja, Dubrovačkog zaleđa i Konavala u kojima su sudjelovale postrojbe iz cijele Hrvatske, a između ostalih i 116. brigada HV-a.

### Oluja
Operacija Oluja, imala je na južnom bojištu svoj poseban krak i završetak. Neprijateljske snage su pokušale izvesti mješoviti topničko-pješački napad na Dubrovnik i širu okolicu u uvjerenju da je većina snaga Hrvatske vojske angažirana u operaciji Oluja. Glavni smjer udara JNA bio je usmjeren upravo na područje obrane koju je čuvala 116. domobranska pukovnija HV-a, koja je preustrojem nastala iz 116. brigade. Na taj napad postrojbe južnog bojišta žestoko su uzvratile i unatoč gubitcima u ljudstvu zadržale dostignute položaje nanijevši neprijatelju značajne gubitke.

## Preustroj
116. brigada HV prvo je preustrojena u 116. domobransku pukovniju HV-a, a nakon Daytonskog sporazuma zajedno sa svim ostalim pričuvnim postrojbama Hrvatske vojske demobilizira se i prelazi u mirnodopski ustroj.

## Odlikovanja i priznanja
Predsjednik Republike Hrvatske Ivo Josipović je 7. studenoga 2011., povodom 20. obljetnice njezina osnutka, odlikovao Redom Nikole Šubića Zrinskog 116. brigadu Hrvatske vojske.
U čast brigadi šetalište u Metkoviću uz Neretvu nosi ime 116. brigade. Na rivi je postavljen i spomenik te 105-milimetarska haubica u čast pripadnicima 116. brigade.
- Spomenik poginulim metkovskim braniteljima 116. brigade, rad akademskog kipara Ante Brkića
- Spomenik pripadnicima 116. brigade
- 105-milimetarska haubica, spomen pripadnicima 116. brigade
- Mural posvećen A satniji ZNG-a Metković

## Himna 116. brigade
| Kada domovina zove Kad se bije ljuti boj Ne čekaj me moja draga Ja sam u stošesnaestoj. Stošesnaesta neretvanska Grom brigada junačka S Čepikuća, Slanog, Stona Pamtit će je Hrvatska. |  | Zbogom majko, zbogom draga Zbogom mili brate moj Ako vam se ja ne vratim Bit ću u stošesnaestoj. Stošesnaesta neretvanska Grom brigada junačka S Čepikuća, Slanog, Stona Pamtit će je Hrvatska |

Himnu je napisao i uglazbio Branko Bebić.

## Unutarnje poveznice
- Popis poginulih branitelja 116. brigade HV